# Batalha de Frankenhausen

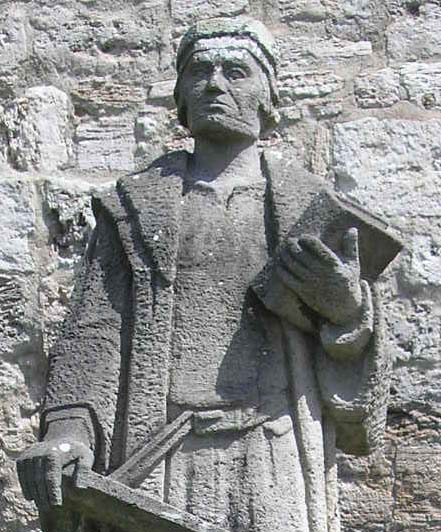
Thomas Müntzer, Monumento em Mühlhausen.

A Batalha de Frankenhausen foi travada em 15 de Maio de 1525, foi o ato final da Guerra dos Camponeses Alemães. As tropas conjuntas do Landgrave Filipe I de Hesse e do Duque Jorge da Saxônia derrotaram os camponeses sob seu líder anabatista, Thomas Müntzer, próximo à cidade de Bad Frankenhausen, na cidade de Schwarzburg.
Em 29 abril de 1525 os protestos em torno de Frankenhausen culminaram em uma revolta aberta, quando grande parte dos cidadãos se uniu à revolta ocupando a prefeitura e invadindo o castelo dos Condes de Schwarzburg.
Nos dias seguintes, um número crescente de insurgentes se reuniu ao redor da cidade e quando em 11 de maio Müntzer chegou com 300 homens de Mühlhausen uniram-se a ele outros milhares de camponeses, acampados nos campos e pastos vizinhos da Turíngia e Saxônia. No entanto Filipe de Hesse e George da Saxônia estavam seguindo Müntzer e direcionaram suas tropas de Lansquenete para Frankenhausen.
As tropas dos príncipes eram em sua maioria mercenários, como tais eles estavam bem equipados, bem treinados  e tinha uma boa moral. Os camponeses, em contraste, eram mal equipados, a maioria tinha apenas foices e manguais, não tinha formação militar alguma, e além disso, estavam em desacordo se deviam lutar ou negociar com o inimigo. 
No entanto, em 14 de maio, foram capazes de repelir alguns ataques menores das tropas adversárias, embora não tenham conseguido colher os benefícios dessas vitórias. Em vez disso, os insurgentes pediram um cessar-fogo e retiraram-se para coordenar o curso de sua posterior ação, enquanto as forças saxãs se aproximavam.
No dia seguinte, as tropas conjuntas de Filipe com as do exército do Duque George imediatamente quebraram a trégua: um ataque combinado de cavalaria, infantaria e artilharia surpreendeu os camponeses que fugiram para a cidade, seguidos e continuadamente atacados pelos mercenários. A maioria dos insurgentes foi morta, no que acabou sendo um massacre. O número de baixas não é confiável, mas as perdas camponesas foram estimadas entre 3 000 a 10 000 e as baixas dos Lansquenete foram estimadas em seis, dois dos quais apenas feridos. Müntzer foi capturado, torturado e finalmente executado em Mühlhausen em 27 de maio de 1525.